# 维塔利·马索尔
维塔利·安德里約维奇·马索尔（羅馬化：Vitalii Andriiovych Masol；1928年11月14日—2018年9月21日)，苏联及乌克兰政治人物。曾任乌克兰苏维埃社会主义共和国国家计划委员会第一副主席；部长会议副主席兼国家计划委员会主席；部长会议主席；切尔诺贝利善后委员会成员等职务。苏联解体后曾担任乌克兰总理。

## 生平
- 1928年11月14日出生在奥利舍夫卡镇的一个乡村教师家庭。1951年毕业于基辅理工学院机械系，获机械工程师资格。
- 1951年4月-1963年7月，顿涅茨克州新克拉马托尔斯克机械制造厂工人、助理工长、工长、机械车间副主任、机械车间主任、副总工程师。1956年加入苏联共产党。
- 1963年7月-1971年，新克拉马托尔斯克机械制造厂厂长。1971年获得技术科学博士学位。[1]
- 1971年-1972年9月，新克拉马托尔斯克重型机械厂生产协会总经理。
- 1972年9月-1979年1月，乌克兰苏维埃社会主义共和国国家计划委员会第一副主席。
- 1979年1月-1987年7月，乌克兰苏维埃社会主义共和国部长会议副主席兼乌克兰苏维埃社会主义共和国国家计划委员会主席。
- 1987年7月-1990年10月，乌克兰苏维埃社会主义共和国部长会议主席。1990年10月17日在乌克兰学生绝食抗议下被迫辞职[1][2][3]，由维托尔德·福金接任。[1][4]
- 1990年10月-1994年6月，乌克兰最高拉达计划、预算、财务和价格委员会工作。
- 1994年6月-1995年3月，乌克兰总理。他提出的“国有经济”的主张，受到乌克兰最高拉达多数党乌克兰共产党的支持。[5]之后马索尔反对库奇马的大部分改革计划和公开，并动员最高拉达反对库奇马，[1]因此在1995年3月1日辞职。[1]辞职后与妹妹在基辅市郊孔查-扎斯帕的别墅生活。
- 2018年9月21日于基辅逝世，享年89岁。

马索尔是苏共23-28大代表；第26届中央审计委员，第27届中央候补委员，第28届中央委员；第10-11届苏联最高苏维埃联盟院代表，苏联人民代表；第1-2届乌克兰最高拉达议员。

## 荣誉
苏联：
- 两次列宁勋章（1966,1986）
- 十月革命勋章（1971）
- 劳动红旗勋章（1978）
- 荣誉勋章（1969）

乌克兰：
- 三级功绩勋章（1997）
- 一级功绩勋章（2008）
- 五级智者雅罗斯拉夫亲王勋章（1998）
- 四级智者雅罗斯拉夫亲王勋章（2003）[6]